# 常田享詳
常田 享詳（つねだ たかよし、1943年11月5日 - ）は、日本の政治家、薬剤師、柔道家（六段）。
参議院議員（2期）、鳥取県議会議員（3期）、鳥取市議会議員（1期）を歴任。

## 略歴
- 1943年11月 - 鳥取県鳥取市に生まれる　父・常田雅雄は常田薬局元社長[1] 現在も鳥取県鳥取市在住。
- 1956年3月 - 鳥取大学教育学部附属小学校卒業
- 1959年3月 - 鳥取大学教育学部附属中学校卒業
- 1962年3月 - 鳥取県立鳥取東高等学校卒業
- 1966年3月 - 東京薬科大学薬学部卒業　薬剤師国家試験に合格、薬剤師資格取得
- 1966年 - 日本レダリー株式会社（後のワイス株式会社）入社
- 1975年 - 同社退社、有限会社常田薬局入社、代表取締役
- 1978年12月 - 鳥取市議会議員当選1期（～1980年5月）
- 1980年6月 - 第36回衆議院議員総選挙落選（無所属、鳥取県全県区）
- 1983年4月 - 鳥取県議会議員当選3期（～1995年4月）
- 1991年5月 - 鳥取県議会副議長（～1993年6月）
- 1993年 - 自由民主党離党
- 1994年12月 - 新進党結党参加
- 1995年7月 - 参議院議員初当選（無所属、鳥取県選挙区）
- 1997年3月 - 自由民主党復党　小渕派に所属
- 2000年7月 - 郵政政務次官（～2000年12月）
- 2001年7月 - 参議院議員再選（自民党、鳥取県選挙区）
- 2004年9月 - 農林水産副大臣（～2005年11月）
- 2007年7月 - 第21回参議院議員通常選挙で民主党の川上義博に敗れ、落選
- 2015年4月 - 春の叙勲で旭日重光章受章。

## 人物像
- 高校・大学時代は柔道部に所属していた。

## 所属していた団体・議員連盟
- 神道政治連盟国会議員懇談会
- 日韓議員連盟
- 北京オリンピックを支援する議員の会

## 関連人物
- 石破茂